# برگ‌دنده‌ای
بَرگ‌دَنده‌ای (نام علمی: Anisoptera costata) یک گونه گیاهی در حال انقراض از سرده نابرابربال‌ها و خانواده دوبال‌میوگان است. نام علمی costata از لاتین (costatus = دنده‌دار) گرفته شده‌است و رگه‌های برجسته روی برگ آن را توصیف می‌کند. این درخت بزرگ تا ارتفاع ۶۵ متر و در بالای چتر جنگل‌ها می‌روید و رویشگاه آن جنگل‌های فصلی استوایی همیشه‌سبز و نیمه‌همیشه‌سبز هند و برمه و در جنگل‌های مختلط دوبال‌میوه مالزی است.
چوب آن مورد استفاده در ساخت و ساز و ساخت وسایل منزل و مبلمان و کفپوش یا پردازش تخته سه‌لا و روکش است. این درخت به دلیل داشتن چوب گرانبها، به شدت مورد بهره‌برداری قرار گرفته‌است، علاوه بر این، زیستگاه آن نیز به دلیل تخریب شدید جنگل‌های اولیه و غنی بسیار کاهش یافته‌است.

## پراکنش
برگ‌دنده‌ای در بورنئو، سوماترا، جاوه، کامبوج، لائوس، شبه‌جزیره مالزی، میانمار، فیلیپین، تایلند و ویتنام یافت می‌شود. در تایلند، در جنگل‌های برگریز مخلوط جنوب غربی یافت می‌شود. در ویتنام، از جنوب گذرگاه Hai Van تا Phu Quoc می‌روید.

## شرح
برگ‌دنده‌ای گیاهی چند ساله به ارتفاع ۵–۲۵ متر با پوست خشن قهوه‌ای مایل به خاکستری و قطر آن از ۵۰ سانتی‌متر تا ۸۰ سانتی‌متر است. میوه آن در گل‌آذین‌های بزرگ و راست شکوفا می‌شود. گلبرگ‌ها در لوله‌های کوچکی به هم متصل می‌شوند که در انتهای آن به ۵ گلبرگ با اندازه نابرابر، ۴ پرچم، ۲ عدد بلند، ۲ عدد کوتاه، در نزدیکی نوک جدا شده به لوب متصل می‌شوند.
شاخه‌های جوان آن پوشیده از موهای ستاره‌ای شکل زرد متراکم است. برگ‌ها ساده، کامل، بیضی‌شکل با ۱۰–۱۷ سانتی‌متر طول و ۵–۸ سانتی‌متر پهنا است با راس نوک‌تیز کوتاه و قاعده مات. رگبرگ‌های جانبی برگ‌ها ۱۲–۱۷ جفت (در برگ‌های کوچک) یا ۲۰–۲۴ جفت (در برگ‌های بزرگ) هستند. 